# Richard Conricus
Richard Valfrid Conricus, född den 9 maj 1855 i Karlstad, död den 13 augusti 1934 i Eldsberga församling, Hallands län, var en svensk präst. 

## Biografi
Conricus avlade mogenhetsexamen i Göteborg 1875 och blev samma år student vid Uppsala universitet, där han avlade teoretisk teologisk examen 1877. Efter befrielse från praktisk teologisk examen prästvigdes han 1879. 
Conricus avlade pastoralexamen 1883, blev predikant vid Majornas sjukhus 1884, komminister i Karl Johans församling i Göteborg 1884, kyrkoherde i Eldsberga pastorat 1906, med tillträde 1907, och prost 1932. Han var lärare vid Majornas elementarläroverk för flickor 1886–1907. 
Conricus studerade i Tübingen 1878, i Basel 1879, i Köpenhamn, Berlin och Leipzig 1898 samt i England 1899. Han blev ledamot av Nordstjärneorden 1921 och kommendör av andra klassen av Vasaorden 1931. 
Conricus var en av de första i Göteborg som intresserade sig för Egnahemsrörelsen. Conricusgatan i Kungsladugård har fått sitt namn efter honom.
Conricus var även verksam som arkitekt. Han ritade Esmareds kapell, som då tillhörde Tönnersjö församling i det egna pastoratet, och Mjälahults kapell i Torups församling, som senare avsakraliserats.
Conricus vilar på Eldsberga kyrkogård.